# Henryk Zielazek

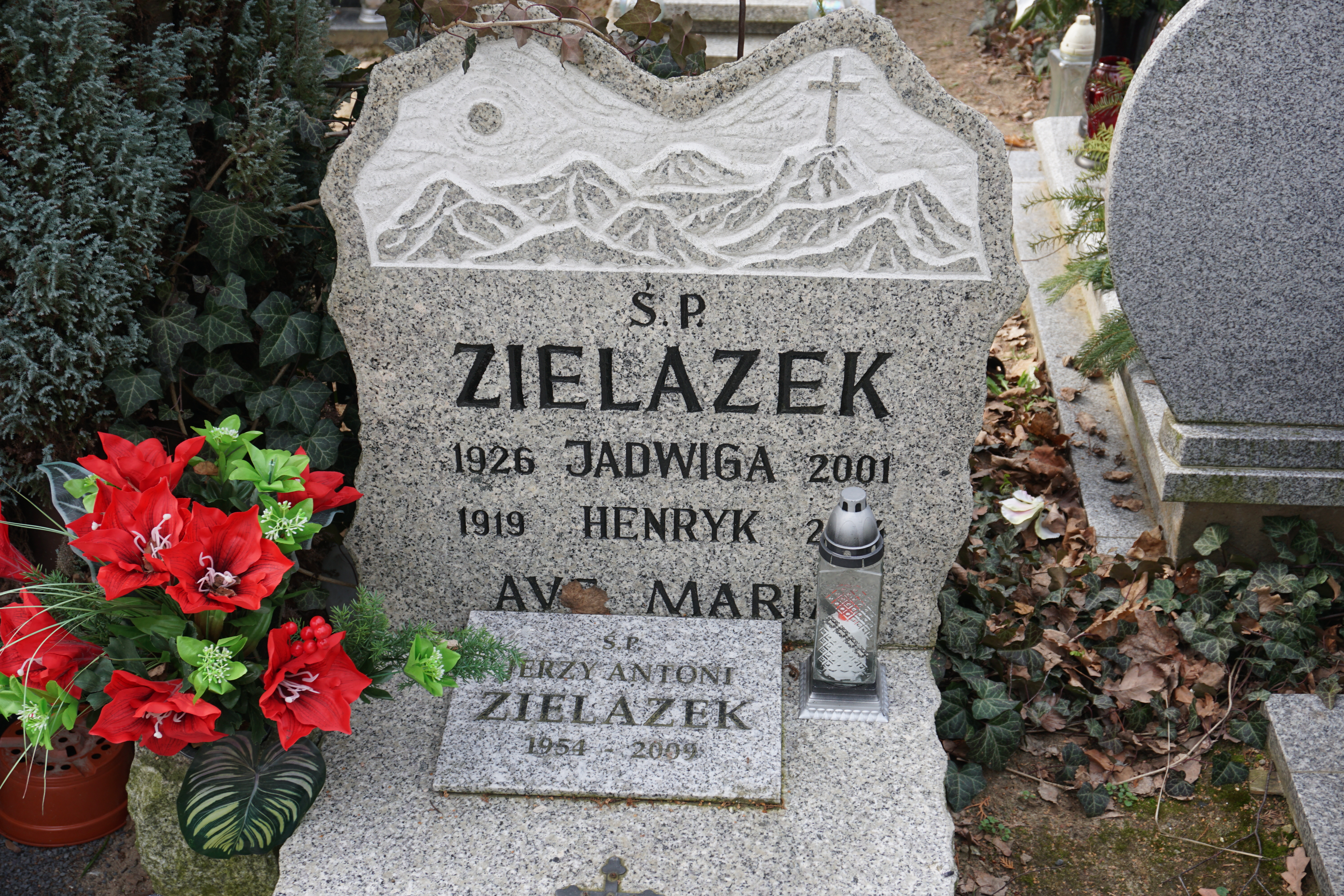
Grób Henryka Zielazka na cmentarzu Jeżyckim w Poznaniu

Henryk Zielazek (ur. 14 grudnia 1919 w Sadach, zm. 11 października 2014 w Poznaniu) – polski hokeista na trawie, trener i działacz sportowy.
Hokej na trawie uprawiał od 11. roku życia, trenując w Lechii Poznań (1930–1935), później był zawodnikiem WKS Poznań (1935–1939), ponownie Lechii Poznań (1945–1948), Włókniarza Poznań (od 1948), GWKS Poznań, AZS Oddziału Środowiskowego Poznań, zaś karierę zakończył w Grunwaldzie Poznań (1960). Cztery razy wywalczył złoty medal mistrzostw Polski. Był reprezentantem kraju. Następnie pracował jako trener hokeja na trawie, m.in. męskiej kadry narodowej. Działał również w ZHP, będąc twórcą drużyny harcerskiej hokeja na trawie. W 2007 r. współorganizował Klub Olimpijczyka Polskiego Związku Hokeja na Trawie.
Podczas II wojny światowej, w lutym 1942 r. uczestniczył w dywersyjnej akcji Bollwerk.
Zmarł 11 października 2014 w Poznaniu, w wieku 94 lat. Pochowano go na cmentarzu Jeżyckim w Poznaniu (kw. P, rząd 23, grób 47). Miał syna Adama i Tomasza, przedsiębiorców w branży sportowej oraz Jerzego, żeglarza i trenera żeglarstwa.
Postanowieniem prezydenta RP Bronisława Komorowskiego z 30 czerwca 2015 został odznaczony pośmiertnie Krzyżem Kawalerskim Orderu Odrodzenia Polski za wybitne zasługi w działalności na rzecz rozwoju polskiego sportu, za osiągnięcia w pracy trenerskiej i wychowawczej. 18 czerwca 2017 jego imieniem nazwano stadion hokeja na trawie Grunwaldu Poznań.